# Gardena (Dakota Północna)
Gardena – miasto w Stanach Zjednoczonych, w stanie Dakota Północna, w hrabstwie Bottineau.